# 七ツ森ふれあいの里
七ツ森ふれあいの里（ななつもりふれあいのさと）は、宮城県黒川郡大和町宮床にあるキャンプ場で七ツ森湖の湖畔にある。

## 概要
宮城県が建設した南川ダムのダム湖である七ツ森湖の南東側の湖畔にあるキャンプ場で、近隣施設に七ツ森湖畔公園があり、各種アウトドアライフが楽しめる。湖畔からは船形連邦の眺望が得られ、丸太作りのバンガロー（ログハウス）を始め、テントサイト、炊事場、直売所などが揃っている。

## 設備
- バンガロー 6人用2棟と10人用4棟：有料、日帰りと宿泊が選択できる。
- テントサイト料 6人以上用1張り、6人以下用1張り：有料、日帰りと宿泊が選択できる。
- 炊事場
- トイレ 有、共同
- シャワー なし、風呂なし、寝具 持参必要
- 予約は南川ダム資料館で取り扱う。

### 営業期間及び時間
- 営業時間：4月1日～11月30日 8:30～17:30（南川ダム資料館の受付時間）

## アクセス
- 仙台北部道路富谷ICから車で約25分
- 東北自動車道大和ICから車で約20分 
  - 駐車場 無料

## 周辺・近隣施設等
- 南川ダム資料館
- 四十八滝運動公園（テニスコート、グラウンドがある。）
- 立輪水辺公園（園内にせせらぎの小川が流れている。）
- 宮橋公園（ダム湖畔全体を見渡すことのできる絶景スポット）
- 南川ダム
- 七ツ森湖
- 蛇石せせらぎ公園（水遊びができる。）
- 七ツ森陶芸体験館（様々なコースの陶芸にチャレンジできる体験施設）
- 花野果ひろば七ツ森（地元産品直売所）
- せせらぎの里
- 七ツ森（七ツ森自然遊歩道がある。）
- 南川温泉
- 石神山精神社（1200年の歴史がある神社）